# Robert F. Sargent

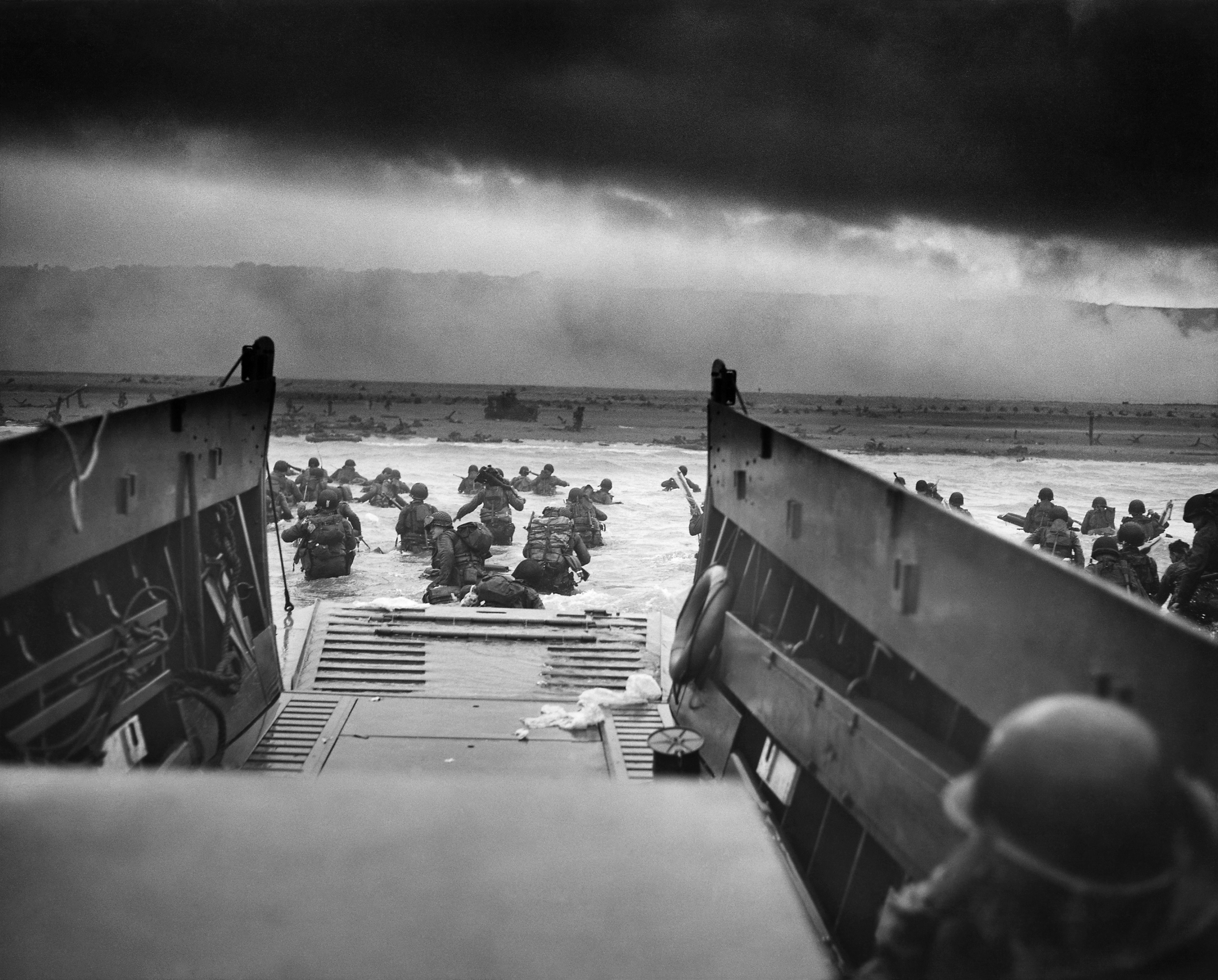
En las fauces de la muerte, fotografiado por Sargent en Omaha Playa.

Robert F. Sargent (26 de agosto de 1923 - 1969) fue un suboficial jefe de la Guardia Costera de los Estados Unidos. Compañero de fotógrafo, es más conocido por Into the Jaws of Death, una fotografía que tomó de las tropas de la Compañía E, 16.º de Infantería, 1.º División de Infantería que aterriza en Omaha Beach desde una lancha de desembarco de la Guardia Costera (desde el USS Samuel Chase) en el Día D.